# Segundo Concílio de Dúbio
O segundo concílio de Dúbio foi um concílio da Igreja Apostólica Armênia que foi realizado em 555 na cidade de Dúbio, residência do católico de todos os armênios. Teve como tema central a questão do nestorianismo e qual posição a Igreja da Armênia tomaria quanto a essa corrente. Nesse momento, por influência dos xás do Império Sassânida, a corrente nestoriana, tida como herética, estava se propagando na Armênia.

## Contexto
Após a admissão do dogma da divindade de Cristo no Primeiro Concílio de Niceia, em 325, abriu-se disputa declarada entre nestorianos, seguidores da dualidade de Cristo como indivíduo e pessoa divina, e os monofisistas, que reconheciam sua natureza divina. Em 431, o Primeiro Concílio de Éfeso condenou os nestorianos como hereges. Em 451, o Concílio da Calcedônia adotou uma posição intermediária, fazendo as duas naturezas de Cristo, humana e divina, em uma só, condenando o monofisitismo.

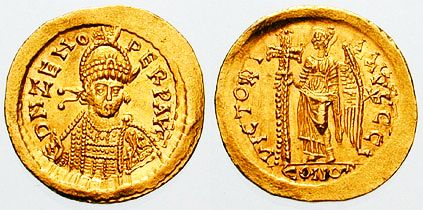
Soldo de Zenão (r. 474–475; 476–491)

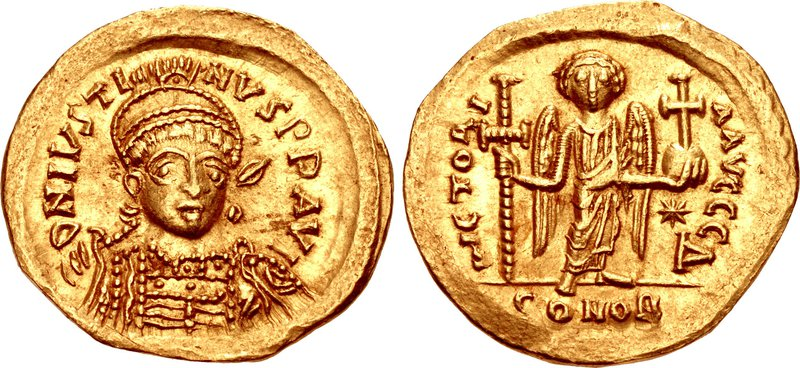
Soldo de r.

O nestorianismo se desenvolveu na Igreja do Oriente, que se tornou a segunda religião oficial do Império Sassânida, pois os xás viam uma vantagem política fomentar a desunião entre os nestorianos da Pérsia e os ortodoxos do Império Bizantino. Logo, o nestorianismo inspirou desconfiança do clero armênio. Em 482, o imperador Zenão (r. 474–475; 476–491), publicou o Henótico, ou "Formula da União", no qual tentou acabar com a polêmica, mas condenou o nestorianismo. Em troca, foi acusado de favorecer os monofisistas. Na Armênia, o patriarca Apovipcenes de Otmus decidiu convocar, em 506, o Primeiro Concílio de Dúbio para deliberar sobre a Henótico e a progressão do nestorianismo na Igreja do Oriente. Os bispos da Armênia, da Ibéria e Albânia se reuniram em Dúbio e subscreveram inteiramente o Henótico. Querendo reagir contra o nestorianismo, ignoraram o Concílio da Calcedônia e a afirmação das duas naturezas de Cristo.
Enquanto isso, a vida política bizantina estava sendo perturbada por disputas entre os fieis ortodoxos do Concílio da Calcedônia, e os monofisistas, que aderiram ao Henótico. Esta discussão está associada com a disputa política entre os Azuis, que englobavam a aristocracia e grandes proprietários de terras, principalmente calcedônios, e os Verdes, que representavam o comércio, a indústria e o público em geral, ou seja, os monofisistas. Desde sua ascensão, Justino I (r. 518–527), ardente calcedônio, convocou um concílio de quarenta bispos locais para reafirmar a adesão deles à doutrina da Calcedônia, e descartar a Henótico.

## Concílio
О Segundo Concílio de Dúbio foi convocado por Narses II em 555 e ocorreu em 21 de março deste ano. O concílio, contudo, segundo os escritos do católico georgiano dos séculos IX-X Arseni Saparéli teria sido o terceiro encontro em Dúbio, sendo o segundo em 552/553. De acordo com esta hipótese, foi no concílio de 552/553 que os cânones do Concílio de Calcedónia de 451 foram rejeitados pela Igreja Armênia por instigação da delegação monofisista siríaca liderada pelo bispo Abdicho. Ainda de acordo com esta hipótese, o concílio de 555 teria resultado na condenação de um proselitismo nestoriano de Susiana. O concílio de 552/553, no entanto, não aparece em nenhuma lista conciliar armênia, e provavelmente seja uma interpretação errônea.
O concílio de 555 era tradicionalmente entendido por historiadores, principalmente ocidentais, como o concílio que levou à separação da Igreja Armênia da Igreja romano-bizantina, pela rejeição dos cânones do Concílio da Calcedônia (outros, principalmente armênios, certificaram-se da quebra no Primeiro Concílio de Dúbio em 506, sob o católico Apovipcenes de Otmus); os defensores desta tese se baseiam principalmente na Narração de assuntos da Armênia (um tratado pró-calcedônio redigido em 700), sobre a exposição do católico ibérico Arsênio I (r. 860–887) (que só existe na sua tradução grega), bem como outros documentos cuja autenticidade ou veracidade são questionados desde então.
De fato, a historiadora Nina Garsoian (cujo trabalho é descrito como "impagável" pelo filólogo Robert W Thomson) mostrou que nenhum dos escritos contemporâneos do concílio menciona de maneira significativa a Calcedônia: parece, segundo os três escritos contendo os atos oficiais do concílio incluídos no Livro das Cartas (incluindo o "Pacto da União"), que o objetivo do concílio era responder à propagação da heresia nestoriana, sendo que a Calcedônia não é mencionada em nenhum momento em suas ações; sobre as cartas dogmáticas contemporâneas e relacionadas ao concelho, somente há uma passagem que menciona a Calcedônia. Garsoian, portando, remonta a separação - gradual - da Igreja Armênia para 518, quando Justino I (r. 518–527) abandonou o Henótico de Zenão. Garsoian nota que outras fontes do concílio convocado por Narses em 555 "não se misturam a todas as atividades e inovações do século VI", tais como a reforma do calendário arménio.